# Corradino Di Stefano
Corradino Di Stefano (Castelli, 22 gennaio 1931 – Castelli, 3 ottobre 2016) è stato un politico italiano.

## Biografia
Già sindaco di Castelli, suo paese natale, è stato eletto nel collegio di Teramo senatore della Repubblica per tre legislature dalla IX all'XI legislatura nelle file della Democrazia Cristiana. Nel 1984, era subentrato al posto del senatore Giuseppe Fracassi, deceduto nello stesso anno. Termina il proprio mandato parlamentare nel 1994.
Muore nell'ottobre 2016 all'età di 85 anni 